# Jaculus jaculus
Gerboise des steppes, Gerboise du désert, Gerboise d'Égypte
Espèce
Statut de conservation UICN

 LC  : Préoccupation mineure
La Gerboise des steppes (Jaculus jaculus) est une petite espèce de gerboise d’Afrique et du Moyen-Orient. Son régime alimentaire est composé de graines et de graminées, elle a besoin de très peu d’eau pour survivre. Elle est aussi appelée Gerboise du désert, Gerboise d'Égypte ou Petite gerboise d'Égypte. 

## Description

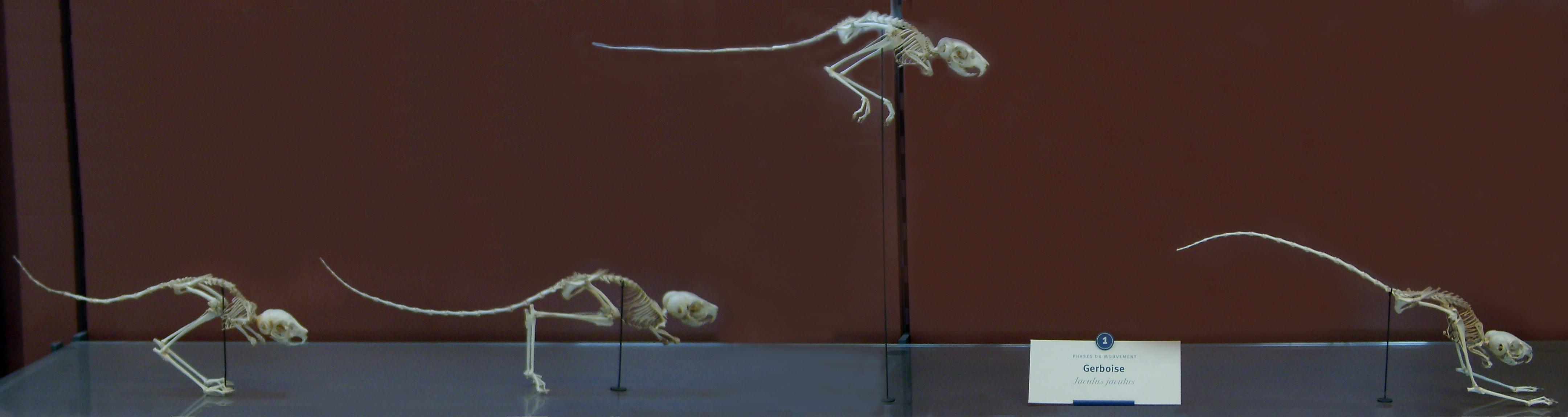
Reconstitution du mouvement de saut chez la gerboise des steppes

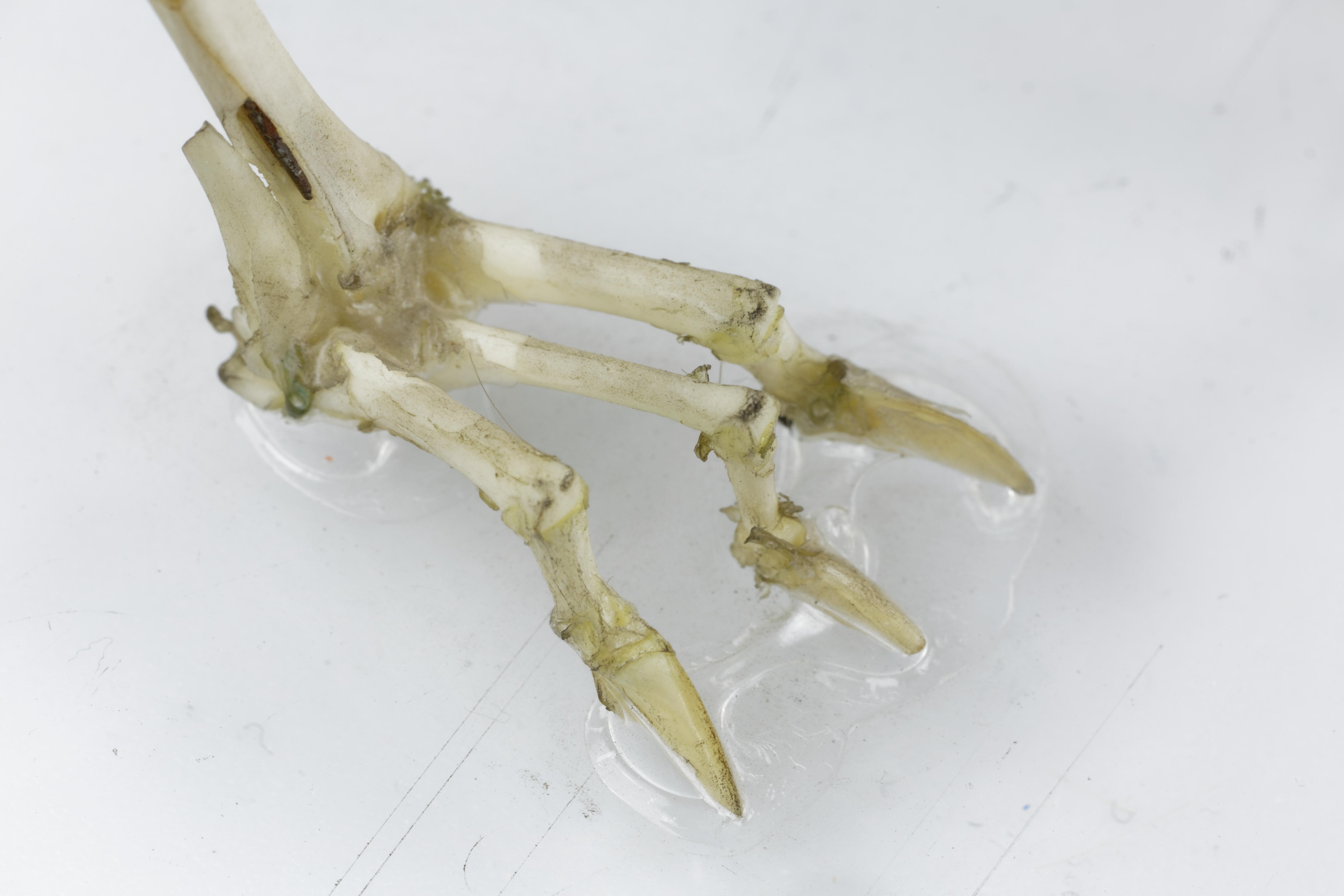
Détail de patte postérieure - UPMC

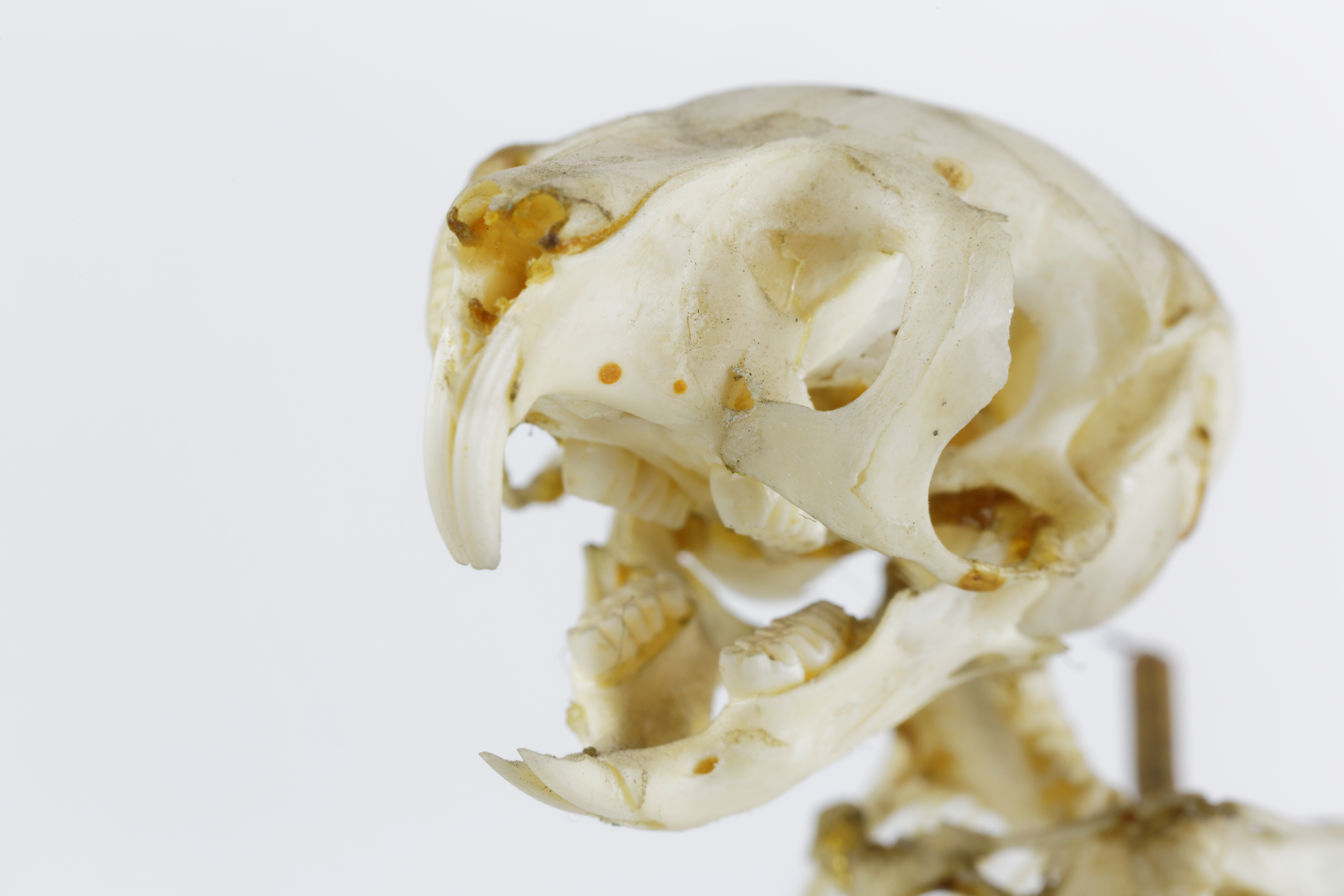
Détail de la dentition - UPMC

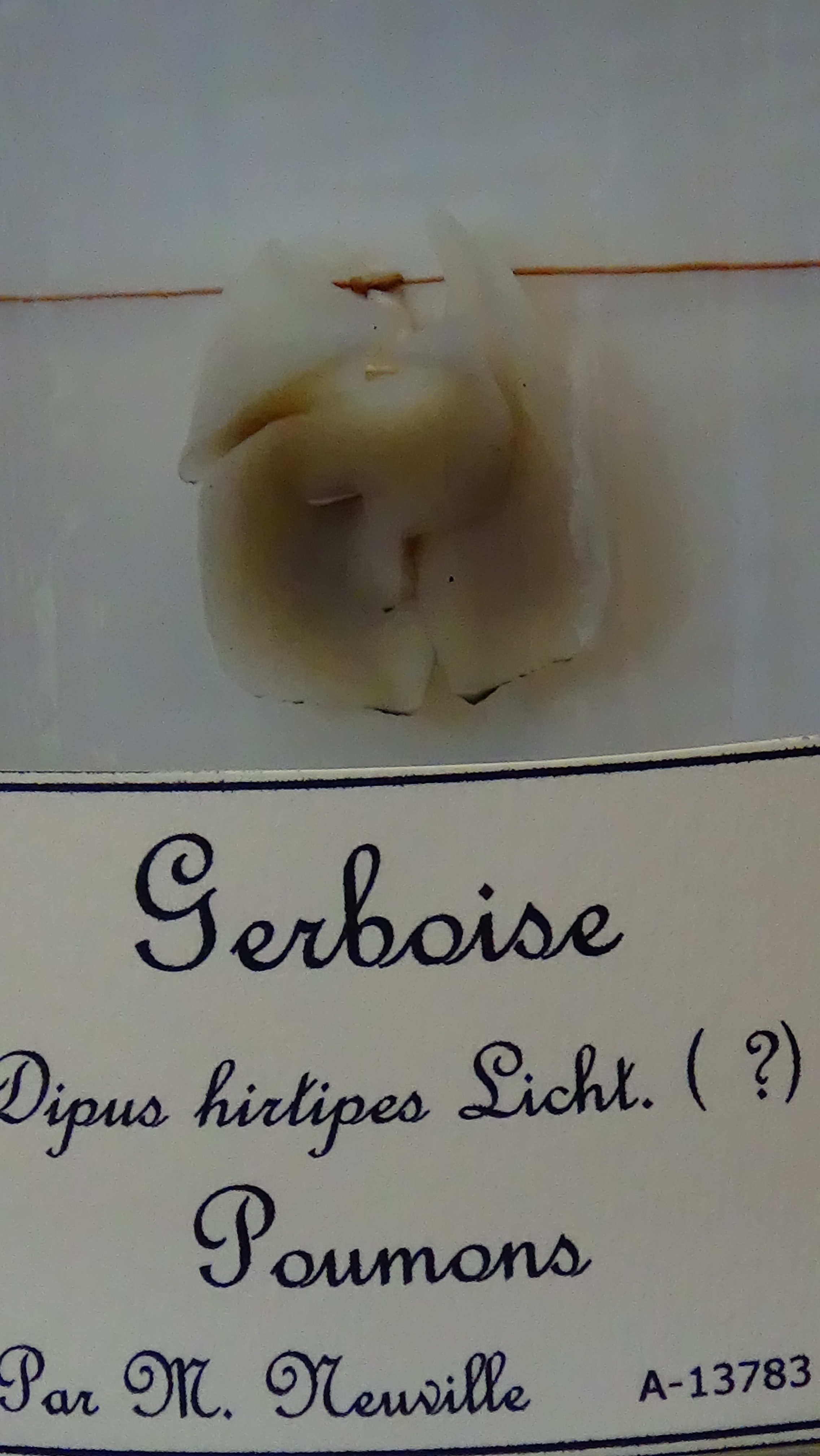
Jaculus jaculus - "Dipus hirtipes" - Poumons mnhn Paris

## Liste des sous-espèces
Selon NCBI (17 mai 2012) :
- sous-espèce Jaculus jaculus vocator